# Taguküla
Koordinaten: 58° 48′ N, 22° 51′ O
Taguküla ist ein Dorf (estnisch küla) in der Landgemeinde Hiiumaa (bis 2017: Landgemeinde Käina).

## Beschreibung
Taguküla (deutsch Tagoküll) hat 28 Einwohner (Stand 31. Dezember 2011).
Die Ortschaft ist eines der vier Dörfer auf der Hiiumaa vorgelagerten Insel Kassari.

## Aino Kallas

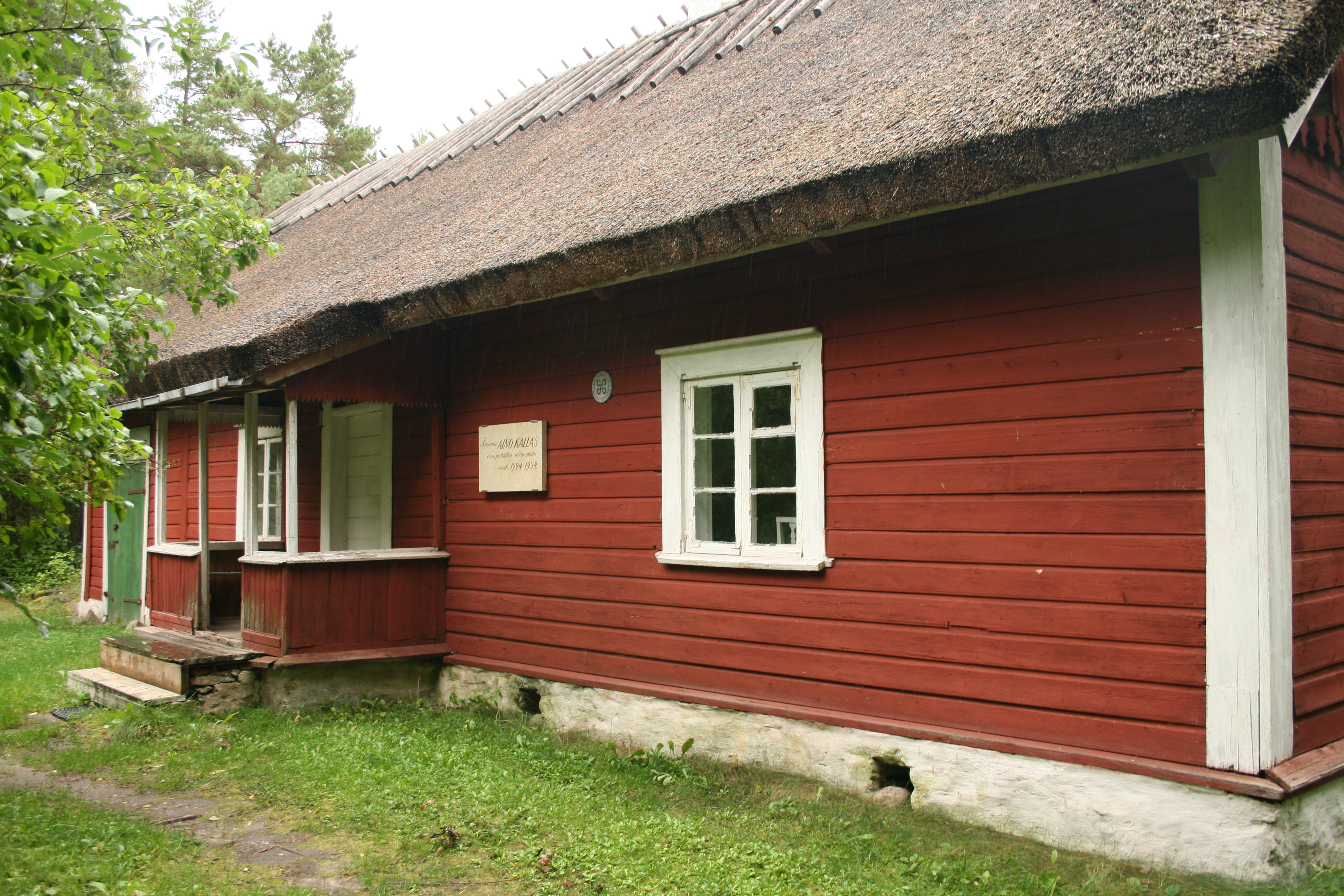
Das reetgedeckte Sommerhaus von Aino und Oskar Kallas

In Taguküla befindet sich das ehemalige Sommerhaus der finnisch-estnischen Schriftstellerin Aino Kallas (1878–1956). Sie verbrachte auf Kassari zwischen 1924 und 1928 zahlreiche Sommer mit ihrem Mann, dem estnischen Diplomaten Oskar Kallas (1868–1946).
In ihrem belletristischen Werk hat Kallas häufig Stoffe von Kassari und Hiiumaa aufgegriffen. Beispiele sind Barbara von Tisenhusen (1923), Reigin pappi (1926) und Sudenmorsian (1928). Die Liebe führt darin oft zum Tod. Auch Kallas' Gedichtband Kuoleman joutsen (1942) enthält mit Kassari verbundene Lyrik.
Das rote Sommerhaus ist heute als kleines Museum Leben und Werk von Aino Kallas gewidmet. Eine Gedenktafel erinnert an der Außenwand an ihren Aufenthalt.
Auch andere estnische Künstler kamen und kommen oft nach Kassari. In den 1970er Jahren schufen sich in der Nähe das Schriftstellerehepaar Jaan Kross (1920–2007) und Ellen Niit (1928–2016) ebenfalls ein Sommerhaus.